# Комиссия США по голоду на Украине
Комиссия США по голоду на Украине (англ. US Commission on the Ukraine Famine) — комиссия, образованная 13 декабря 1985 года администрацией Рональда Рейгана в разгар холодной войны с целью «проведения изучения голода на Украине 1932—1933 годов с целью расширения познаний мира о голоде и для обеспечения американского общества лучшим пониманием советской системы посредством разоблачения роли Советов в украинском голоде».
Результаты исследований были представлены для ознакомления Конгрессу США 22 апреля 1988 года. На основании свидетельских показаний и результатов работы сотрудников Комиссия пришла к частным выводам, оформленным в виде 19 пунктов, одним из которых значилось: «Иосиф Сталин и его окружение совершили геноцид в отношении этнических украинцев в 1932—1933 годах» — несмотря на то, что США официально присоединились к соответствующей Конвенции ООН лишь спустя 3 года после начала работы Комиссии.
Научный руководитель Комиссии Джеймс Е. Мэйс был подвергнут негласному бойкоту научными кругами США и смог найти работу только на Украине.
Палата представителей США при принятии резолюций по голоду на Украине 1932—1933 в 2003, 2006 и 2008 годах ссылалась именно на выводы этой Комиссии.

## Задачи Комиссии
На 99-м Конгрессе США был принят нормативный акт (Public Law) 99-355, который обуславливал цели, задачи и основы функционирования Комиссии. Согласно этому акту, перед комиссией (на работу которой выделялось 400 000 долларов) ставилась задача «проведения изучения голода на Украине 1932—1933 годов с целью расширения познаний мира о голоде и для обеспечения американского общества лучшим пониманием советской системы посредством разоблачения роли Советов в украинском голоде».
В обязанности комиссии входило:
- изучить голод посредством сбора всей доступной информации про него; анализировать его причины и влияние, которое он оказал на украинскую нацию и другие страны; изучить и проанализировать реакцию свободных стран мира на этот голод;
- предоставить предварительные отчеты в Конгресс;
- предоставить информацию о голоде Конгрессу, исполнительным органам, образовательным учреждениям, библиотекам, СМИ и обществу;
- предоставить окончательный отчет в Конгресс до 23 апреля 1988 года;
- ликвидироваться в течение 60 дней с этого момента.

## Результаты работы комиссии
Основываясь на прослушанных свидетельских показаниях и результатах исследований персонала комиссии, Комиссия по голоду на Украине пришла к таким результатам:
- 1. Нет никаких сомнений в том, что большое число жителей Украинской ССР и Северо-Кавказского края были заморены голодом до смерти во время искусственного голода в 1932—1933 годах, вызванного изъятием урожая советскими властями.

К этому выводу комиссия пришла на основе свидетельских показаний, опубликованных до появления Комиссии, которые были подтверждены устными свидетельствами на слушаниях и сотнями устных историй (57 и 200 соответственно); большинство устных историй было собрано непосредственно персоналом Комиссии; другие были собраны Леонидом Херецем в работе над пилотным проектом, который проводил Джеймс Мейс в 1984 г. при финансовой поддержке Украинской Ассоциации Специалистов и Бизнесменов Нью-Йорка и Нью-Джерси. Дополнительные плёнки были получены от Исследовательского комитета украинского голода (Канада) и частных лиц. Дополнительная информация, подтверждающая историчность голода, была найдена в «самиздате» советской Украины, а также в официально опубликованных в СССР исторических романах.
- 2. Число жертв украинского голода исчисляется миллионами.

В отчёте комиссии не приведено обоснований данного результата. Также в отчёте указано, что «Комиссия избегала детальных демографических исследований», не прибегнув к услугам Бюро переписи США, в то же время для оценки других показателей были привлечены Министерство сельского хозяйства и другие компетентные государственные учреждения США.
- 3. Официальные советские обвинения в «кулацком саботаже» как причине всех «трудностей» во время голода — фальсификация.

В отчёте комиссии этот вывод сделан, исходя из того, что «кулаков» (крестьян более богатых, чем масса остальных крестьян) в 1933 году не существовало. Хотя в том же отчёте комиссии неоднократно приводится официальная советская риторика в отношении тех, кого в тот период официально именовали «кулаками», ответственными за саботаж — председателей и бухгалтеров колхозов, региональных и республиканских партийных и хозяйственных функционеров, — но не обычных крестьян и колхозников, которые были специально упомянуты Сталиным как не несущие прямой ответственности за ситуацию в сельском хозяйстве.
- 4. Голод не был, как часто указывается, связан с засухой.

Комиссия обосновывает это, приводя такие факты: «в феврале 1932 года Молотов официально признал наличие засухи в Поволжье, Западной Сибири и Казахстане, повредившей посевы зерновых. Аналогичных признаний не было сделано в отношении какой-либо засухи на Украине в 1932 году». В то же время в отчёте Комиссии указывается постановление СНК СССР о предоставлении Кубани и УССР семенной ссуды в феврале 1933 года в связи с имевшими место погодными явлениями, приведшими к потере урожая в степных районах.
- 5. В 1931—1932 официальной советской реакцией для пострадавших от засухи регионов вне Украины было направление помощи и проведение ряда уступок крестьянству.

В документах Комиссии приводится опубликованное в газете «Правда» постановление СНК СССР от 25 февраля 1933, в соответствии с которым из резервов Советского Союза предоставляется зерновая ссуда в размере 20 300 000 пудов зерна для Украины и 15 300 000 пудов для Северо-Кавказского края. В постановлении указывалось, что причиной для ссуды послужили потери урожая из-за погодных условий в степных районах. Также Комиссия указывает на то, что часть этой ссуды была использована для питания выдаваемого на полях для интенсификации работ по весеннему севу.
- 6. В середине 1932 г. в ответ на жалобы со стороны официальных лиц Украинской ССР, что чрезмерные заготовки зерна привели к локальным случаям голода, Москва сменила курс и заняла усиленно жёсткую политику в отношении крестьянства.

Комиссия обосновывает это, приводя такие факты: «… Москва приняла и настойчиво требовала выполнения новой квоты по заготовке для Украины — 35,6 миллионов метрических тонн». В то же время далее в том же отчёте приводятся документальные факты, в которых указано: «6 мая 1932 года Сталин снизил объём заготовок по всему СССР, а по Украине они были сокращены до 6,6 миллионов тонн».
- 7. Неспособность советских органов на Украине выполнить план по заготовкам зерна заставила их ввести чрезвычайно жёсткие меры, для того чтобы извлечь максимум количества зерна из крестьян.

В отчёте Комиссии приводятся такие факты: «в результате отсталости сельского хозяйства на Украине в 1932 году было существенное снижение заготовок зерна. Если в декабре 1930 было заготовлено 400 миллионов пудов, а в декабре 1931—380 миллионов пудов, то к декабрю 1932 заготовки составили лишь 195 миллионов пудов. А в речи советского официального лица, датированной началом февраля 1933, указывалось, что к этому времени на Украине было заготовлено „непростительные“ 225 миллионов пудов».
- 8. Осенью 1932 года Сталин использовал результаты «заготовительного кризиса» на Украине как повод для усиления его контроля на Украине и для усиления дальнейшего изъятия зерна.
- 9. Украинский голод 1932—1933 был вызван максимальным изъятием сельскохозяйственных продуктов у сельского населения.
- 10. Официальные лица, ответственные за изъятие зерна, также жили под страхом наказания.
- 11. Сталин знал, что люди умирают от голода на Украине, к концу 1932 года.

Комиссия обосновывает это, проводя такие факты: «26 мая 1964 года в газете „Правда“ была опубликована статья, в которой Роман Терехов, бывший руководитель Харьковского обкома, рассказывает о том, что он обращался к Сталину за продовольственной помощью в связи с плохим урожаем в Харьковской области, но тот отказал ему».
- 12. В январе 1933 Сталин использовал «неспособность» украинских официальных лиц по изъятию зерна для дальнейшего усиления контроля над компартией Украины и санкционирования действий, которые ухудшали ситуацию и максимизировали число жертв.

В отчёте Комиссии не указывается список действий, предпринятых Сталиным «для ухудшения ситуации и максимизации числа жертв», а даётся лишь ссылка на заслушивание свидетельских показаний.
- 13. Павел Постышев имел двойные полномочия от Москвы: интенсифицировать изъятие зерна (а значит, и голод) на Украине и устранить национальную самоидентификацию украинцев, которая была ранее дозволена в СССР.

В отчёте Комиссии не указывается документов, подвигнувших её на такие выводы, а даётся лишь ссылка на заслушивание свидетельских показаний. Но приводится такая характеристика Постышева: «Русский из Ивано-Вознесенска, служивший на Украине во время национально-культурного возрождения 1923—1930 годов и бывший пламенным сторонником „украинизации“, когда она была партийным курсом». Также в документах комиссии указывается на то, что Постышев был направлен в УССР 24 января 1933 года, а хлебозаготовки были официально объявлены законченными по УССР 5 февраля 1933 года.
- 14. В течение 1932—1933 сельскохозяйственного года голод имел место также на всей территории Поволжья и Северо-Кавказского края, однако обширность вмешательства Сталина[уточнить] как осенью 1932, так и в январе 1933 сходна лишь в этнически украинском регионе Кубани на Северном Кавказе.

В отчёте Комиссии не указывается документов, подвигнувших её на такие выводы, а даётся лишь ссылка на заслушивание свидетельских показаний.
- 15. Были предприняты попытки по предотвращению поездок умирающих от голода в регионы, где пища была более доступна.

В отчёте Комиссии также указывается, что к весне 1933 голоданием была охвачена УССР, Казахстан, Поволжье, Донской и Кубанский регионы Северо-Кавказского края. Также в отчете комиссии приводятся сообщения представителей американской прессы в отношении общей для всего СССР нехватки продуктов питания и недоедании населения в указанный период времени.
- 16. Иосиф Сталин и его окружение совершили геноцид в отношении этнических украинцев в 1932—1933 годах.

Комиссия обосновывает это таким образом: «Одно или более действие, указанное в Конвенции по геноциду (имеется в виду Конвенция о предупреждении преступления геноцида и наказании за него), было предпринято с целью уничтожить значительную часть украинского народа и таким образом нейтрализовать их политически в Советском Союзе. Множественные свидетельства указывают на то, что Сталин был осведомлён о надвигающемся голоде и его действия были направлены только на обеспечение существования и усиление эффекта голода. Такая политика не только идет вразрез с его реакцией на трудности с обеспечением продовольствием в предшествующий год, но некоторые из его практик применялись с бо́льшим усердием в этнически украинских областях, нежели где-либо ещё, и предпринимались с целью устранить любые проявления украинского национального самоутверждения».
Однако США официально присоединились к конвенции ООН лишь спустя полгода после ликвидации Комиссии.
- 17. Американское правительство имело полную и своевременную информацию о голоде, но не смогло предпринять каких-либо шагов, которые могли бы облегчить ситуацию. Вместо этого американская администрация установила дипломатические отношения с советским правительством в ноябре 1933, сразу же после голода.

В отчёте Комиссии указывается, что «к середине октября 1933, существование голода на Украине было полностью подтверждено американскими дипломатами в Риге, Латвии и в Афинах (Греция)». Также в отчёте комиссии указывается на то, что голод прекратился с новым урожаем — в июле 1933.
- 18. В течение голода отдельные члены американского журналистского корпуса сотрудничали с советским правительством для отрицания существования украинского голода.
- 19. В последнее время учёные, как в странах Запада, так и в СССР (в меньшей степени), достигли значительного прогресса в отношении изучения голода. Хотя советские историки и официальные лица никогда не указывают полностью точных или адекватных оценок, в последние месяцы достигнут существенный прогресс.[8]

## Реакция на работу Комиссии
Примерно в то же время, что и в США, в УССР была организована альтернативная комиссия, занимавшаяся изучением событий начала 30-х годов XX века. В её состав входило ряд известных историков, среди которых был и историк Кульчицкий (один из ведущих специалистов по теме голодомора в современной Украине). Комиссия УССР опровергла намеренность голода и ряд других выводов американской комиссии, в то же время признав события начала 30-х «преступлением сталинизма».
В самой Америке — на фоне общего потепления отношений с СССР — выводы комиссии не имели никаких дальнейших последствий в юридической плоскости. В то же время её научному руководителю Джеймсу Мейсу научные круги Северной Америки организовали негласный бойкот, а его метод, основанный на написании научной истории на основе свидетельств очевидцев, был подвергнут критике как малонаучный. По информации канадского ученого Тараса Кузьо, перед Мейсом закрылись двери всех научных учреждений США, и он смог найти работу, лишь уехав на Украину.

## Члены и персонал Комиссии
- Глава — член Палаты Представителей Даниэль Эндрю Мика (демократ)
- Гарри Ли Бауэр — заместитель Главы департамента по образованию в аппарате Президента Рейгана (консерватор)
- Вильям Брумфильд — член комитета по международным отношениям Палаты Представителей (консерватор)
- Деннис Вебстер ДеКончини — сенатор Сената США (демократ)
- Юджин Даглас — представитель Университета Техаса (город Остин)
- Богдан Федорок — представитель общественности
- Бенджамин Артур Гилман глава комитета по международным отношениям Палаты Представителей (консерватор)
- Деннис Хертел — член Палаты Представителей (демократ)
- Роберт Вальтер Кастен-младший — сенатор Сената США (консерватор)
- Чарльз Эверетт Кооп — главный военный хирург в аппарате администрации президента Рейгана
- Мирон Куропас — представитель общественности
- Даниель Марцишин — представитель общественности
- Уляна Мазуркевич — представитель общественности
- Анастасия Волкер — представитель общественности
- Олег Верес — представитель общественности

Персонал Комиссии по голоду на Украине:
- Джеймс Е. Мэйс — руководитель
- Ольга Самиленко — ассистент
- Вальтер Печенюк — ассистент